# Chris Brunt
Christopher „Chris“ Brunt (* 14. Dezember 1984 in Belfast) ist ein ehemaliger nordirischer Fußballspieler, der nun als Trainer aktiv ist.

## Karriere

### Verein
Chris Brunt spielte in seiner Jugend beim FC St. Andrews, einem Amateurverein aus Leicestershire. Noch während dieser Zeit absolvierte er bereits probeweise erste Trainingseinheiten bei renommierten englischen Fußballvereinen wie Manchester United oder dem FC Middlesbrough. Zuletzt genannter Verein war es dann auch, der den Mittelfeldspieler 2002 einen Profivertrag gab. Bei Middlesbrough hatte Brunt gegen hochkarätige Mittelfeldspieler wie Boudewijn Zenden oder Gaizka Mendieta jedoch keine Chance sich durchzusetzen. Er kam somit zu keinem Einsatz in der ersten Mannschaft. In der Folge wurde er zur Saison 2004/05 an den damaligen Drittligisten Sheffield Wednesday verliehen. Gleich in seiner ersten Saison verhalf Brunt dem Verein zum Aufstieg in die zweite Liga. Zwischenzeitlich hatte er Middlesbrough ablösefrei verlassen und seinen ursprünglichen Leihvertrag mit Sheffield weiter verlängert. Während der Saison 2006/07 absolvierte der Mittelfeldspieler sein zwischenzeitlich 100. Ligaspiel für den Klub und war zu diesem Zeitpunkt bereits der Spieler mit den meisten Vereinsspielen im Team. Aufgrund seiner guten Leistungen wurde er am Saisonende von der Internetseite Vital Football zum Sheffield-Spieler des Jahres gewählt.
Im August 2007 wurde Brunt dann für 3 Millionen britische Pfund vom Ligakonkurrenten West Bromwich Albion verpflichtet. Am Ende der Saison stieg er mit seinem neuen Verein in die Premier League auf. Es folgten der direkte Abstieg als Tabellenletzter 2009 sowie der unmittelbare Wiederaufstieg 2010.
Nach dreizehn Jahren bei West Bromwich erhielt der 35-Jährige keinen neuen Vertrag und wechselte daraufhin zum Zweitligisten Bristol City. Nach nur vier Monaten in Bristol beendete Brunts offiziell seine Spielerkarriere.

### Nationalmannschaft
Chris Brunts gute Leistungen bei Sheffield Wednesday ermöglichten ihm den Sprung in die nordirische Fußballnationalmannschaft. Am 18. August 2004 kam er beim Freundschaftsspiel gegen die Schweiz (0:0) erstmals zu einem 9-minütigen Einsatz. Nach seiner Erstberufung absolvierte er noch zwei Spiele für das U-21-Team und ein Spiel für die U-23-Mannschaft.

### Trainer
Zwei Monate nach Ende seiner Spielerkarriere wurde Brunt von West Bromwich Albion verpflichtet, um für die U23-Mannschaft als Co-Trainer zu fungieren. Seit 2022 ist er bei West Bromwich als Betreuer der verliehenen Spieler tätig.
In der Saison 2024/25 übernahm er nach dem Abgang von Carlos Corberán kurz vor Jahresende für einige Wochen interimistisch den Cheftrainerposten des Profiteams. Dabei gelangen in fünf Zweitligaspielen ein Sieg und drei Unentschieden, im FA Cup 2024/25 schied man gegen den Erstligisten AFC Bournemouth aus.

## Erfolge
West Bromwich Albion
- Englischer Zweitligameister: 2007/08[7]